# Holystone
Holystone är en ort i civil parish Harbottle, i grevskapet Northumberland i England. Orten är belägen 10 km från Rothbury. Holystone var en civil parish fram till 1955 när blev den en del av Harbottle. Civil parish hade 71 invånare år 1951.